# Diphyscium longifolium
Diphyscium longifolium är en bladmossart som beskrevs av Griffith 1842. Diphyscium longifolium ingår i släktet Diphyscium och familjen Buxbaumiaceae. Inga underarter finns listade i Catalogue of Life.